# Cuivrage

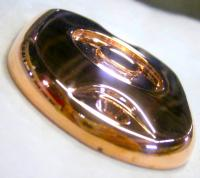
Composant industriel en aluminium cuivré

Le cuivrage est une opération de revêtement par du cuivre, de la surface de pièces devant être protégées de l’oxydation ou devant recevoir un cuivrage préalable à un traitement incompatible avec la matière de la pièce, chromage de matières synthétiques par exemple.

## Histoire
C’est Michael Faraday, physicien anglais (1791-1867), qui en posant les bases de l’électrochimie en 1833, permit les dépôts métalliques sur de nombreuses surfaces. Cette découverte engendra une multitude d’applications mécaniques et industrielles toujours utilisées.

## But
La couche de cuivre déposée sur une surface a plusieurs usages en fonction des besoins, de la matière et des conditions électrochimiques :
- protection contre l’oxydation,
- préparation de surface avant autres traitements (chromage, nickelage, etc.),
- recouvrement esthétique,
- recouvrement fonctionnel.

Protection contre l’oxydation
Ce traitement s’applique aux pièces métalliques soumises à l’oxydation de l’air ambiant. C’est le cas d’éléments en tôle fine qui doivent être recouverts, par immersion, d’une couche de cuivre qui, au contact de l’air, s’oxydera et s’autoprotègera.
Préparation de surface
Avant chromage ou nickelage, certaines pièces en métaux ferreux, doivent être cuivrées pour recevoir la couche finale.
- Cuivrage chimique : le cuivrage chimique est l’immersion de la pièce, après décapage à l’acide sulfo-chromique, dans un bain de cuivre alcalin sans cyanure. Ce dépôt d’une fine pellicule de cuivre rend la pièce suffisamment conductrice pour recevoir le dépôt électrolytique.
- Cuivrage électrolytique : étape avant chromage ou autres : Tous les éléments de robinetterie ou autres pièces en matières aciérées (acier, fonte) ne peuvent être chromés directement sur leur surface d’origine. On procède à un cuivrage par immersion dans un bain contenant du cuivre en solution (cyanure de cuivre ou sulfate de cuivre) mélangé à d’autres produits chimiques (cyanure de sodium, acide sulfurique, etc.), eau déminéralisée, et soumis à un courant électrique ; c’est la galvanoplastie.

Après dégraissage, décapage et polissage, la pièce à cuivrer est placée dans le bain et reliée à la cathode, l’anode sera en cuivre pur.
Cette technique est employée pour le traitement des pièces de grandes séries, particulièrement dans le domaine de la robinetterie, de l’automobile (tiges d’amortisseur), des arts ménagers, etc.
Recouvrement esthétique
- Le cuivrage est utilisé particulièrement pour donner à une pièce en matière quelconque, l’aspect du cuivre ou pour redonner du lustre à une pièce de cuivre trop altérée (restauration d’objets d’art).
- Avant un chromage esthétique de pièces non métalliques comme les plastiques, aluminium moulé.

Auparavant il faut rendre la pièce, non métallique, conductrice en déposant à la surface de celle-ci une couche de graphite ou de vernis à base de poudre métallique. On peut également passer par un bain de palladium, qui servira d'activateur, puis un bain de zinc (chimique). En effet le palladium va s'adsorber sur la surface non métallique puis, lors de l'immersion dans le bain de zinc, ce dernier va se réduire pour former une couche conductrice sur laquelle le cuivre (chimique) pourra se déposer. 
Recouvrement fonctionnelC’est certainement le procédé le plus employé sur des pièces utilisées dans la vie quotidienne, comme les circuits imprimés présents dans tous les appareillages électroniques. Le dépôt se fait par cuivrage, auto-catalytique, dans un bain d’une feuille d’époxy sur laquelle le circuit sera tracé.